# Osmunda rutacea
Osmunda rutacea là một loài dương xỉ trong họ Osmundaceae. Loài này được Poir. mô tả khoa học đầu tiên năm 1816.
Danh pháp khoa học của loài này chưa được làm sáng tỏ. 